# Martin Ručínský
Martin Ručínský (* 11. März 1971 in Most, Tschechoslowakei) ist ein ehemaliger tschechischer Eishockeyspieler, der über viele Jahre bei den Montréal Canadiens, den New York Rangers und St. Louis Blues in der National Hockey League aktiv war. Zuletzt gewann er im April 2015 mit seinem Heimatverein, dem HC Verva Litvínov, die tschechische Meisterschaft. Mit der tschechischen Nationalmannschaft wurde er dreimal Weltmeister und einmal Olympiasieger.

## Karriere
Schon als Junior spielte er für den CHZ Litvínov, bei dem er auch seine Profikarriere begann. Nach einer sehr guten Leistung bei der Junioren-Weltmeisterschaft wurde er von den Edmonton Oilers beim NHL Entry Draft 1991 in der ersten Runde als 20. ausgewählt.
Er wechselte sofort nach Nordamerika, doch bei den Oilers wurde er fast nur im American-Hockey-League-Farmteam bei den Cape Breton Oilers eingesetzt. Nach nur zwei NHL Einsätze gab man ihn schon in der Saison 1991/92 für Torwart Ron Tugnutt an die Québec Nordiques ab. Hier spielte er bis zum Saisonende auch meist in der AHL bei den Halifax Citadels. In der folgenden Saison 1992/93 konnte er sich dann einen Stammplatz erkämpfen.
Seine erste Weltmeisterschaft im Seniorenbereich spielte er 1994. Im Jahr darauf verzögerte sich der Start der NHL und er überbrückte diese Zeit in seiner Heimat beim CHZ Litvínov. Zum Saisonende kam er nach Quebec zurück. Als die Nordiques nach Denver umzogen kam er mit zur Colorado Avalanche. Doch bevor das Team den Stanley Cup gewann wurde er an die Montréal Canadiens abgegeben. Mit ihm gingen Andrei Kowalenko und Jocelyn Thibault nach Montreal um Mike Keane aber vor allem Patrick Roy nach Denver zu holen.
In Montreal spielte er in einer Reihe mit Waleri Bure und Vincent Damphousse und brachte es in den verbleibenden 56 Spielen auf 60 Punkte. Ein weiteres Highlight seiner Karriere war der Titelgewinn bei den Olympischen Winterspielen 1998 in Nagano. Im Jahr darauf holte er mit dem tschechischen Team seinen ersten Weltmeistertitel.
Nachdem er 2001 zum zweiten Mal mit der tschechischen Eishockeynationalmannschaft den Weltmeistertitel gewinnen konnte, gaben die Canadiens ihn kurz nach Beginn der Saison 2001/02 gemeinsam mit Benoît Brunet im Tausch für Donald Audette und Shaun Van Allen an die Dallas Stars ab. Schon bald nach den Olympischen Winterspielen 2002 in Salt Lake City, die keine Medaille für ihn brachten, ging seine Reise weiter zu den New York Rangers. Er beendete dort die Saison, nach der sein Vertrag auslief. Ohne Vertrag begann er die nächste Spielzeit in seiner Heimat, doch im Oktober einigte er sich Ende Oktober 2002 mit den St. Louis Blues. Die Saison 2003/04 begann er wieder mit den Rangers, und auch dieses Mal wurde er gegen Saisonende abgegeben. Die Vancouver Canucks waren diesmal das Ziel.
Nach Saisonende streikte die Liga. Ručínský verbrachte die Pause wieder in seiner Heimat Litvínov. Zum dritten Mal gewann er 2005 mit dem Nationalteam den Weltmeistertitel.
Nachdem der Streik beendet war, kehrte er zum dritten Mal zu den Rangers zurück. Die Saison 2005/06 konnte er diesmal auch am Broadway beenden. Bei den Olympischen Winterspielen 2006 in Turin gewann er mit der tschechischen Nationalmannschaft die Bronze-Medaille.
Nachdem sein Vertrag im Sommer 2006 ausgelaufen war, unterzeichnete er einen Vertrag bei den St. Louis Blues, bei denen er über zwei Spielzeiten aktiv war, bevor er im Juli 2008 zum HC Sparta Prag wechselte. Im Oktober 2010 verließ er Sparta Prag, nachdem sein Team sehr schlecht in die Saison gestartet war. Eine Woche später wurde er von seinem Heimatclub aus Litvínov verpflichtet.
Mit Litvínov gewann er im April 2015 seine erste tschechische Meisterschaft, ehe er seine Karriere im Juli 2015 offiziell beendete.
Am 22. Januar 2019 wurde Martin Ručínský in die Tschechische Eishockey-Ruhmeshalle aufgenommen.

## Erfolge  und Auszeichnungen
- 1991 Bronzemedaille bei der Junioren-Weltmeisterschaft
- 1991 All-Star Team der Junioren-Weltmeisterschaft
- 1998 Goldmedaille bei den Olympischen Winterspielen
- 1999 Goldmedaille bei der Weltmeisterschaft
- 1999 All-Star Team der Weltmeisterschaft
- 2000 Teilnahme am NHL All-Star Game
- 2001 Goldmedaille bei der Weltmeisterschaft
- 2001 All-Star Team der Weltmeisterschaft
- 2005 Goldmedaille bei der Weltmeisterschaft
- 2006 Bronzemedaille bei den Olympischen Winterspielen
- 2015 Tschechischer Meister mit dem HC Verva Litvínov
- 2015 Spieler des Jahres der Extraliga
- 2019: Aufnahme in die Tschechische Eishockey-Ruhmeshalle